# Acanthocarpus canaliculatus
Acanthocarpus canaliculatus är en sparrisväxtart som beskrevs av Alexander Segger George. Acanthocarpus canaliculatus ingår i släktet Acanthocarpus och familjen sparrisväxter. Inga underarter finns listade i Catalogue of Life.